# Mussauraupenfänger
Der Mussauraupenfänger (Lalage conjuncta) ist eine wenig erforschte Singvogelart aus der Familie der Raupenfänger (Campephagidae). Er ist auf der zur New Ireland Province gehörenden Insel Mussau nördlich von Papua-Neuguinea in Ozeanien endemisch.

## Merkmale
Der Mussauraupenfänger galt zeitweise als Unterart des Weißbrauen-Raupenfängers (Lalage leucomela), wurde aber 2011 von Guy Dutson als Art anerkannt. Die Körperlänge beträgt 17 bis 18 cm. Beim Männchen ist der Kopf (einschließlich der Zügel und dem Bereich unterhalb der Augen) und die Oberseite schwarz; der Bürzel ist weiß, die Oberschwanzdecken sind schwarz und weiß gestreift; die unteren und mittleren Oberflügeldecken haben die gleiche Färbung wie der Rücken. Die großen Handdecken sind weiß, die innersten großen Handdecken haben schwarze Innenfahnen; die Alula und die Handschwingen sind schwarz; die Schwungfedern sind schwarz, der Innenrand der Handdecken ist weiß, der Außenrand der Arm- und Schirmfederdecken ist weiß; der Schwanz ist schwarz mit weißen Außenspitzen. Die Wangen, die Ohrdecken, die Kehle und die Unterseite sind weiß, der Oberschenkel ist schwarz und weiß. Der Bauch ist bis zu den Unterschwanzdecken hellkastanienbraun. Die Unterflügeldecken sind weiß, am Außenrand schwarz gefleckt. Die Iris dunkelbraun. Der Schnabel und die Beine sind schwarz. Das Taxon unterscheidet sich vom Weißbrauen-Raupenfänger vor allem durch das Fehlen der auffälligen weißen Stirn und des Überaugenstreifs sowie durch die kastanienbraune (nicht orangefarbene) Unterseite; vom Weißschulter-Raupenfänger (L. sueurii) und vom Weißflügel-Raupenfänger (L. tricolor) durch weiße Oberflügeldecken sowie kastanienbraune Bauch- bis Unterschwanzdecken. Die Geschlechter ähneln sich, die Jungtiere sind unbeschrieben.

## Lautäußerungen
Die Stimme umfasst kurze nasale Rufe, z. B. „tchu“, oft in kurzen Phrasen wiederholt, z. B. als „tchow-tchow-de-weet“.

## Lebensraum
Der Mussauraupenfänger bewohnt Wälder, möglicherweise jedoch nur geschlossene Wälder im Hügelland.

## Lebensweise
Die Lebensweise ist nur wenig erforscht. Die Art ist vermutlich standorttreu. Die Ernährung ähnelt wahrscheinlich der des Weißbrauen-Raupenfängers. Die Futtersuche findet wahrscheinlich in den Baumkronen statt. Über das Paarungs- und Fortpflanzungsverhalten ist nichts bekannt.

## Status
Die IUCN klassifiziert den Mussauraupenfänger als „gefährdet“ (vulnerable). Dieser Status ist aber vermutlich keine korrekte Bewertung, da dieses Taxon gewöhnlich als Unterart des weiter verbreiteten Weißbrauen-Raupenfängers angesehen wird. Die Population und das genaue Verbreitungsgebiet auf Mussau sind nicht erfasst. Als Hauptgefährdung gilt die umfangreiche Abholzung, die auf der Insel stattgefunden hat und weiterhin stattfindet.
Die Art galt ab 1979 als verschollen, bis dem australischen Vogelfotografen Joshua Bergmark im Juni 2024 die Wiederentdeckung und die ersten Fotografien dieser Art gelangen.